# Planinski Vrh
Planinski Vrh je naselje u slovenskoj Općini Šentjuru. Planinski Vrh se nalazi u pokrajini Štajerskoj i statističkoj regiji Savinjskoj. 

## Stanovništvo
Prema popisu stanovništva iz 2002. godine naselje je imalo 56 stanovnika.